# 碘化苄
碘化苄是一种有机化合物，化学式为C
7H
7I。该化合物由碘甲基连接着苯环构成。

## 制备
碘化苄可以通过氯化苄和碘化钠在丙酮中的Finkelstein反应制备：

Finkelstein反应制备碘化苄。

## 性质
碘化苄是无色至浅黄色的晶体，熔点为24.5 °C。液体时，它有高折光率，为1.6334。碘化苄也是一种强烈的催泪剂。